# Giochi dei piccoli stati d'Europa
I Giochi dei piccoli stati d'Europa sono una manifestazione organizzata dall'AASSE e patrocinata dal Comitato Olimpico Internazionale (CIO), riservata agli Stati europei con una popolazione inferiore al milione di abitanti.

## Paesi partecipanti

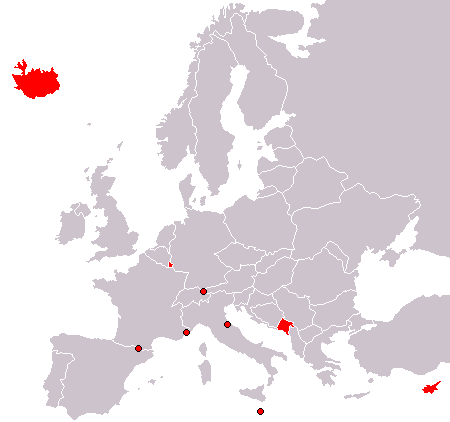
Paesi partecipanti

I Paesi partecipanti sono anche membri dell'AASSE:
- Andorra
- Cipro
- Islanda
- Liechtenstein
- Lussemburgo
- Malta
- Monaco
- Montenegro[2]
- San Marino

Il Montenegro, divenuto indipendente nel 2006, ha meno di un milione di abitanti ed è diventato membro dell'Associazione Atletica dei Piccoli Stati d'Europa; partecipa ai Giochi a partire dall'edizione 2011. Le Isole Fær Øer (Danimarca) invece sono in procinto di richiedere il consenso al CIO per la partecipazione alle future edizioni.
Città del Vaticano, invitata come osservatrice all'edizione 2019, avrebbe dovuto partecipare all'edizione del 2021 poi annullata a causa della Pandemia di COVID-19.

## Edizioni
Questa manifestazione, che si avvale, come già detto, dell'alto patrocinio del CIO, si disputa ogni due anni ed è ospitata a rotazione dai Paesi membri. Ecco le sedi delle edizioni:
| Anno | Edizione                                | Sede                     | Date                                                  | Paesi                                                 | Sport                                                 | Atleti                                                |
| ---- | --------------------------------------- | ------------------------ | ----------------------------------------------------- | ----------------------------------------------------- | ----------------------------------------------------- | ----------------------------------------------------- |
| 1985 | I Giochi dei piccoli stati d'Europa     | San Marino (bandiera)    | 23 maggio 26 maggio                                   | 8                                                     | 7                                                     | 222                                                   |
| 1985 | I Giochi dei piccoli stati d'Europa     | San Marino               | 23 maggio 26 maggio                                   | 8                                                     | 7                                                     | 222                                                   |
| 1987 | II Giochi dei piccoli stati d'Europa    | Monaco (bandiera)        | 14 maggio 17 maggio                                   | 8                                                     | 9                                                     | 468                                                   |
| 1987 | II Giochi dei piccoli stati d'Europa    | Monaco                   | 14 maggio 17 maggio                                   | 8                                                     | 9                                                     | 468                                                   |
| 1989 | III Giochi dei piccoli stati d'Europa   | Cipro (bandiera)         | 17 maggio 20 maggio                                   | 8                                                     | 8                                                     | 675                                                   |
| 1989 | III Giochi dei piccoli stati d'Europa   | Cipro                    | 17 maggio 20 maggio                                   | 8                                                     | 8                                                     | 675                                                   |
| 1991 | IV Giochi dei piccoli stati d'Europa    | Andorra (bandiera)       | 21 maggio 25 maggio                                   | 8                                                     | 8                                                     | 697                                                   |
| 1991 | IV Giochi dei piccoli stati d'Europa    | Andorra                  | 21 maggio 25 maggio                                   | 8                                                     | 8                                                     | 697                                                   |
| 1993 | V Giochi dei piccoli stati d'Europa     | Malta (bandiera)         | 25 maggio 29 maggio                                   | 8                                                     | 9                                                     | 690                                                   |
| 1993 | V Giochi dei piccoli stati d'Europa     | Malta                    | 25 maggio 29 maggio                                   | 8                                                     | 9                                                     | 690                                                   |
| 1995 | VI Giochi dei piccoli stati d'Europa    | Lussemburgo (bandiera)   | 29 maggio 3 giugno                                    | 8                                                     | 9                                                     | 684                                                   |
| 1995 | VI Giochi dei piccoli stati d'Europa    | Lussemburgo              | 29 maggio 3 giugno                                    | 8                                                     | 9                                                     | 684                                                   |
| 1997 | VII Giochi dei piccoli stati d'Europa   | Islanda (bandiera)       | 2 giugno 7 giugno                                     | 8                                                     | 10                                                    | 714                                                   |
| 1997 | VII Giochi dei piccoli stati d'Europa   | Islanda                  | 2 giugno 7 giugno                                     | 8                                                     | 10                                                    | 714                                                   |
| 1999 | VIII Giochi dei piccoli stati d'Europa  | Liechtenstein (bandiera) | 24 maggio 29 maggio                                   | 8                                                     | 9                                                     | 566                                                   |
| 1999 | VIII Giochi dei piccoli stati d'Europa  | Liechtenstein            | 24 maggio 29 maggio                                   | 8                                                     | 9                                                     | 566                                                   |
| 2001 | IX Giochi dei piccoli stati d'Europa    | San Marino (bandiera)    | 29 maggio 2 giugno                                    | 8                                                     | 10                                                    | 658                                                   |
| 2001 | IX Giochi dei piccoli stati d'Europa    | San Marino               | 29 maggio 2 giugno                                    | 8                                                     | 10                                                    | 658                                                   |
| 2003 | X Giochi dei piccoli stati d'Europa     | Malta (bandiera)         | 2 giugno 7 giugno                                     | 8                                                     | 10                                                    | 765                                                   |
| 2003 | X Giochi dei piccoli stati d'Europa     | Malta                    | 2 giugno 7 giugno                                     | 8                                                     | 10                                                    | 765                                                   |
| 2005 | XI Giochi dei piccoli stati d'Europa    | Andorra (bandiera)       | 30 maggio 4 giugno                                    | 8                                                     | 12                                                    | 793                                                   |
| 2005 | XI Giochi dei piccoli stati d'Europa    | Andorra                  | 30 maggio 4 giugno                                    | 8                                                     | 12                                                    | 793                                                   |
| 2007 | XII Giochi dei piccoli stati d'Europa   | Monaco (bandiera)        | 4 giugno 9 giugno                                     | 8                                                     | 12                                                    | 786                                                   |
| 2007 | XII Giochi dei piccoli stati d'Europa   | Monaco                   | 4 giugno 9 giugno                                     | 8                                                     | 12                                                    | 786                                                   |
| 2009 | XIII Giochi dei piccoli stati d'Europa  | Cipro (bandiera)         | 1º giugno 6 giugno                                    | 8                                                     | 12                                                    | 843                                                   |
| 2009 | XIII Giochi dei piccoli stati d'Europa  | Cipro                    | 1º giugno 6 giugno                                    | 8                                                     | 12                                                    | 843                                                   |
| 2011 | XIV Giochi dei piccoli stati d'Europa   | Liechtenstein (bandiera) | 30 maggio 4 giugno                                    | 9                                                     | 12                                                    | 750                                                   |
| 2011 | XIV Giochi dei piccoli stati d'Europa   | Liechtenstein            | 30 maggio 4 giugno                                    | 9                                                     | 12                                                    | 750                                                   |
| 2013 | XV Giochi dei piccoli stati d'Europa    | Lussemburgo (bandiera)   | 27 maggio 1º giugno                                   | 9                                                     | 12                                                    | 762                                                   |
| 2013 | XV Giochi dei piccoli stati d'Europa    | Lussemburgo              | 27 maggio 1º giugno                                   | 9                                                     | 12                                                    | 762                                                   |
| 2015 | XVI Giochi dei piccoli stati d'Europa   | Islanda (bandiera)       | 1º giugno 5 giugno                                    | 9                                                     | 11                                                    | 789                                                   |
| 2015 | XVI Giochi dei piccoli stati d'Europa   | Islanda                  | 1º giugno 5 giugno                                    | 9                                                     | 11                                                    | 789                                                   |
| 2017 | XVII Giochi dei piccoli stati d'Europa  | San Marino (bandiera)    | 29 maggio 3 giugno                                    | 9                                                     | 12                                                    | 889                                                   |
| 2017 | XVII Giochi dei piccoli stati d'Europa  | San Marino               | 29 maggio 3 giugno                                    | 9                                                     | 12                                                    | 889                                                   |
| 2019 | XVIII Giochi dei piccoli stati d'Europa | Montenegro (bandiera)    | 3 giugno 8 giugno                                     | 9                                                     | 10                                                    | 846                                                   |
| 2019 | XVIII Giochi dei piccoli stati d'Europa | Montenegro               | 3 giugno 8 giugno                                     | 9                                                     | 10                                                    | 846                                                   |
| 2021 | XIX Giochi dei piccoli stati d'Europa   | Andorra (bandiera)       | Edizione annullata a causa della Pandemia di COVID-19 | Edizione annullata a causa della Pandemia di COVID-19 | Edizione annullata a causa della Pandemia di COVID-19 | Edizione annullata a causa della Pandemia di COVID-19 |
| 2021 | XIX Giochi dei piccoli stati d'Europa   | Andorra                  | Edizione annullata a causa della Pandemia di COVID-19 | Edizione annullata a causa della Pandemia di COVID-19 | Edizione annullata a causa della Pandemia di COVID-19 | Edizione annullata a causa della Pandemia di COVID-19 |
| 2023 | XIX Giochi dei piccoli stati d'Europa   | Malta (bandiera)         | 29 maggio 3 giugno                                    | 9                                                     | 11                                                    | 835                                                   |
| 2023 | XIX Giochi dei piccoli stati d'Europa   | Malta                    | 29 maggio 3 giugno                                    | 9                                                     | 11                                                    | 835                                                   |
| 2025 | XX Giochi dei piccoli stati d'Europa    | Andorra (bandiera)       | 26 maggio 31 maggio                                   | TBA                                                   | TBA                                                   | TBA                                                   |
| 2025 | XX Giochi dei piccoli stati d'Europa    | Andorra                  | 26 maggio 31 maggio                                   | TBA                                                   | TBA                                                   | TBA                                                   |
| 2027 | XXI Giochi dei piccoli stati d'Europa   | Monaco (bandiera)        | 3 maggio 8 maggio                                     | TBA                                                   | TBA                                                   | TBA                                                   |
| 2027 | XXI Giochi dei piccoli stati d'Europa   | Monaco                   | 3 maggio 8 maggio                                     | TBA                                                   | TBA                                                   | TBA                                                   |
| 2029 | XXII Giochi dei piccoli stati d'Europa  | Lussemburgo (bandiera)   | TBA                                                   | TBA                                                   | TBA                                                   | TBA                                                   |
| 2029 | XXII Giochi dei piccoli stati d'Europa  | Lussemburgo              | TBA                                                   | TBA                                                   | TBA                                                   | TBA                                                   |
| 2031 | XXIII Giochi dei piccoli stati d'Europa | Cipro (bandiera)         | TBA                                                   | TBA                                                   | TBA                                                   | TBA                                                   |
| 2031 | XXIII Giochi dei piccoli stati d'Europa | Cipro                    | TBA                                                   | TBA                                                   | TBA                                                   | TBA                                                   |

## Medagliere
Aggiornato ai Giochi del 2025
| #      | Nazione       | Oro  | Argento | Bronzo | Totale |
| ------ | ------------- | ---- | ------- | ------ | ------ |
| 1      | Cipro         | 555  | 483     | 440    | 1478   |
| 2      | Islanda       | 535  | 415     | 449    | 1399   |
| 3      | Lussemburgo   | 443  | 447     | 425    | 1315   |
| 4      | Monaco        | 163  | 182     | 267    | 612    |
| 5      | Malta         | 124  | 198     | 250    | 572    |
| 6      | Liechtenstein | 79   | 86      | 113    | 278    |
| 7      | San Marino    | 76   | 132     | 168    | 376    |
| 8      | Montenegro    | 67   | 37      | 57     | 161    |
| 9      | Andorra       | 65   | 111     | 153    | 329    |
| Totale | Totale        | 2107 | 2091    | 2322   | 6520   |

## Discipline sportive
Alcuni sport consistono di più discipline. Le discipline dello stesso sport sono raggruppate sotto lo stesso colore.:
     Sport acquatici     
     Pallacanestro     
     Ciclismo     
     Ginnastica     
     Pallavolo

     L'edizione del 2021 è stata cancellata in seguito alla pandemia del covid-19
| Sport (Disciplina)   | Sport (Disciplina) | Federazione | 85 | 87 | 89 | 91 | 93 | 95 | 97 | 99 | 01 | 03 | 05 | 07 | 09 | 11 | 13 | 15 | 17 | 19 | 21 | 23 | 25 |
| -------------------- | ------------------ | ----------- | -- | -- | -- | -- | -- | -- | -- | -- | -- | -- | -- | -- | -- | -- | -- | -- | -- | -- | -- | -- | -- |
|                      |                    |             |    |    |    |    |    |    |    |    |    |    |    |    |    |    |    |    |    |    |    |    |    |
|                      |                    |             |    |    |    |    |    |    |    |    |    |    |    |    |    |    |    |    |    |    |    |    |    |
| Nuoto                |                    | LEN         | •  | •  | •  | •  | •  | •  | •  | •  | •  | •  | •  | •  | •  | •  | •  | •  | •  | •  |    | •  | •  |
| Nuoto sincronizzato  |                    | LEN         |    |    |    |    |    |    |    |    | •  |    |    |    |    |    |    |    |    |    |    | •  |    |
|                      |                    |             |    |    |    |    |    |    |    |    |    |    |    |    |    |    |    |    |    |    |    |    |    |
| Pallacanestro 3x3    |                    | FIBAE       |    |    |    |    |    |    |    |    |    |    |    |    |    |    |    |    |    |    | •  | •  |    |
| Pallacanestro        |                    | FIBAE       | •  | •  | •  | •  | •  | •  | •  |    | •  | •  | •  | •  | •  |    | •  | •  | •  | •  | •  | •  |    |
|                      |                    |             |    |    |    |    |    |    |    |    |    |    |    |    |    |    |    |    |    |    |    |    |    |
| Mountain biking      |                    | UEC         |    |    |    |    |    |    |    |    |    |    |    |    | •  | •  | •  |    | •  |    |    | •  |    |
| Ciclismo su strada   |                    | UEC         | •  | •  | •  | •  | •  | •  | •  | •  | •  |    | •  |    |    | •  | •  |    | •  |    |    | •  |    |
|                      |                    |             |    |    |    |    |    |    |    |    |    |    |    |    |    |    |    |    |    |    |    |    |    |
| Ginnastica artistica |                    | UEG         |    |    |    |    |    |    | •  |    |    |    |    | •  | •  |    | •  | •  |    |    |    | •  |    |
| Ginnastica ritmica   |                    | UEG         |    |    |    |    |    |    |    |    |    |    |    |    | •  |    |    |    |    |    |    | •  |    |
|                      |                    |             |    |    |    |    |    |    |    |    |    |    |    |    |    |    |    |    |    |    |    |    |    |
| Beach volley         |                    | CEV         |    |    |    |    |    |    |    |    |    |    |    | •  | •  | •  | •  | •  | •  | •  |    | •  |    |
| Pallavolo            |                    | CEV         |    | •  | •  | •  | •  | •  | •  | •  | •  |    | •  | •  | •  | •  | •  | •  | •  | •  |    | •  |    |
|                      |                    |             |    |    |    |    |    |    |    |    |    |    |    |    |    |    |    |    |    |    |    |    |    |
| Tiro con l'arco      |                    | WAE         |    |    |    |    |    |    |    |    |    |    |    |    |    |    |    |    | •  |    |    |    |    |
| Atletica leggera     |                    | EAA         | •  | •  | •  | •  | •  | •  | •  | •  | •  | •  | •  | •  | •  | •  | •  | •  | •  | •  | •  | •  |    |
| Bocce                |                    | CMSB        |    |    |    |    |    |    |    |    | •  |    |    | •  |    |    |    |    | •  | •  |    |    |    |
| Golf                 |                    | EGA         |    |    |    |    |    |    |    |    |    |    |    |    |    |    |    | •  |    |    |    |    |    |
| Vela                 |                    | EUROSAF     |    |    |    |    |    |    |    |    |    | •  |    | •  | •  |    |    |    |    |    | •  |    |    |
| Judo                 |                    | EJU         | •  | •  | •  | •  | •  | •  | •  | •  | •  | •  | •  | •  | •  | •  | •  | •  | •  | •  | •  | •  |    |
| Squash               |                    | ESF         |    |    |    |    |    |    | •  | •  |    | •  |    |    |    | •  |    |    |    |    | •  |    |    |
| Rugby a 7            |                    | RE          |    |    |    |    |    |    |    |    |    |    |    |    |    |    |    |    |    |    | •  | •  |    |
| Tiro                 |                    | ESF         | •  | •  | •  | •  | •  | •  | •  | •  | •  | •  | •  | •  | •  | •  | •  | •  | •  | •  | •  | •  |    |
| Tennistavolo         |                    | ETTU        |    |    |    |    |    | •  | •  | •  | •  | •  | •  | •  | •  | •  | •  | •  | •  | •  | •  | •  |    |
| Taekwondo            |                    | ETU         |    |    |    |    |    |    |    |    |    |    | •  |    |    |    |    |    |    |    |    |    |    |
| Tennis               |                    | TE          |    | •  | •  | •  | •  | •  | •  | •  | •  | •  | •  | •  | •  | •  | •  | •  | •  | •  | •  | •  |    |
| Sollevamento pesi    |                    | EWF         | •  | •  |    |    |    |    |    |    |    |    |    |    |    |    |    |    |    |    |    |    |    |
| Karate               |                    | EKF         |    |    |    |    |    |    |    |    |    |    |    |    |    |    |    |    |    |    |    | •  |    |
| Sport (Disciplina)   | Sport (Disciplina) | Federazione | 85 | 87 | 89 | 91 | 93 | 95 | 97 | 99 | 01 | 03 | 05 | 07 | 09 | 11 | 13 | 15 | 17 | 19 | 21 | 23 | 25 |